# الذاكرة والعاطفة

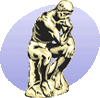

الذاكرة والعاطفة (بالإنجليزية: Emotion and memory) للعاطفة تأثير قوي على الإنسان والحيوانات، فقد أظهرت العديد من الدراسات أن معظم ذاكرة السيرة الذاتية غالبًا ما تحتوي على أحداث عاطفية، فهي ذكريات يمكن عادة استرجاعها على نحو أكبر بكثير وأكثر وضوحًا وتفصيلًا من ذكريات الأحداث المحايدة.
يمكن ربط عملية استرجاع الذاكرة العاطفية بتطور الإنسان، فلقد عُزز سلوك الاستجابة للحوادث البيئية في بداية التطور ووصفه بعملية التجربة والخطأ، واعتمد العيش على الأنماط السلوكية التي كُررت أو عُززت خلال حالات الحياة والموت، وأصبحت عملية التعلم هذه جزءًا وراثيًا في البشر وجميع فصائل الحيوانات ويعرف ذلك بغريزة الكر والفر.
تستثار هذه الغريزة من خلال المحفزات المؤلمة جسديًا أو عاطفيًا التي تقوم أساسًا بخلق نفس الحالة النفسية التي تعزز استرجاع الذاكرة من خلال إثارة النشاط العصبي الكيميائي، فيؤثر على أجزاء الدماغ المسؤولة عن ترميز واسترجاع الذاكرة، وقد أُثبت تأثير العاطفة في تعزيز الذاكرة في عدد كبير من الدراسات المختبرية بالإضافة إلى دراسات ذاكرة السيرة الذاتية من خلال استخدام المحفزات ابتداءًا من الكلمات إلى الصور والعروض التقديمية، ولكن لا تقوم العاطفة دائمًا بتعزيز الذاكرة كما هو موضح أدناه.

## تاثير الاثارة والانفعال على الذاكرة
اقترحت أحد أكثر الأطر شيوعًا في مجال العواطف أنه يمكن تقسيم التجارب وجدان إلى بعدين: تيقظ و تكافؤ (علم نفس)، حيث يقاس بعد الانفعال من انفعال بالغ الإيجابية إلى بالغ السلبية، بينما يقاس بعد الإثارة من الراحة أو الهدوء إلى الحماس أو الهياج.
قد ركزت معظم الدراسات إلى يومنا هذا على دراسة بعد الإثارة العاطفية وذلك لكونها عاملًا بالغ الأهمية يساهم في تأثير العاطفة على الذاكرة، وطرحت العديد من التفسيرات لهذا التأثير بناءًا على المراحل المختلفة لتكوين وإعادة بناء الذاكرة، ولكن خُصصت مجموعة متنامية من الأبحاث لبعد الانفعال العاطفي وتأثيره على الذاكرة، وقد زُعم أن هذه الخطوة ضرورية من أجل توفير المفهوم الكامل لتأثيرات العاطفة على الذاكرة، كما وجدت هذه الأبحاث أن الانفعال العاطفي يستطيع وحده أن يعزز الذاكرة؛ وذلك لأنه يمكن تذكر المفردات الانفعالية الإيجابية أو السلبية جيدًا أكثر من المفردات المحايدة.

## العاطفة والترميز
يشير مفهوم الترميز من منظور معالجة البيانات إلى العملية التي تترجم المحفز الجديد وتدمج المعلومات المعالجة، وقد اقترحت الآليات التالية على مستوى الترميز وتعتبر كوسيطة لتأثيرات العاطفة على الذاكرة.

## التركيز الانتقائي
تنبأت نظرية استخدام إشارات الاستدلال لإستربروك عام (1959) أن المستويات العالية من الإثارة تؤدي إلى حصر انتباه، و يمكن تعريفه بأنه انخفاض في نطاق الإشارات للمحفز ومحيطه حيث يكون تركيبه سريع التأثر، وبناءًا على هذه النظرية، فإن التركيز سوف ينصب بالدرجة الأولى على التفاصيل (الإشارات)، لذا سيتم ترميز المعلومات التي تكون مركزًا لمصدر الإثارة العاطفية، بينما لن يتم ترميز التفاصيل الثانوية.
بناءًا على ذلك، أظهرت العديد من الدراسات أن وجود محفز الإثارة العاطفية (مقارنة بالمحفز المحايد) أدى إلى تعزيز الذاكرة للتفاصيل المركزية (التفاصيل التي تعد مركزًا لظهور أو لمعنى المحفز العاطفي) و ضعف الذاكرة للتفاصيل الثانوية، وهناك استنتاجات بؤرة السلاح تتوافق مع هذه الفرضية، فلقد كان هنالك شهود لجريمة ما يتذكرون جميع تفاصيل السكين أو السلاح، ولكن لا يتذكرون التفاصيل الأخرى كملابس مرتكب الجريمة أو عربته، فقد وجد في مختبر المحاكاة أن شهود هذه الجريمة استغرقوا وقتًا طويلًا في مشاهدة مشهدًا للأسلحة، وأن وقت المشاهدة المستغرق يتناسب عكسيًا مع الوقت المتوقع من أن يتم هؤلاء الأشخاص التعرف على هوية مرتكبي الجريمة، واقترحت أبحاث أخرى أن الإثارة قد تزيد من مدة تركيز الانتباه على محفز الإثارة أيضًا، بالتالي سيعمل ذلك على تأخير صرف الانتباه عنه، كما لخص أسكنر عام (2000) النتائج المختلفة واقترح أن المحفزات المثيرة يتم ترميزها جيدًا بفعل تأثير التركيز الانتقائي ووقت المكوث، فالنتيجة هي أن ذاكرة هذه المحفزات تعد أكثر دقة، بالإضافة إلى الدراسات السابقة التي ركزت على كيفية تأثير العاطفة على ذاكرة المحفزات العاطفية - نظرية المنافسة المتحيزة لهذه المحفزات – ناقش ماثر وساذرلاند عام (2011) تأثيرات الإثارة على الذاكرة للمحفزات غير العاطفية بناءًا على أهمية هذه المحفزات في وقت الإثارة، كما تعزز الإثارة الذاكرة والإدراك للمحفزات عالية الأولوية، بينما تضعف الذاكرة والإدراك للمحفزات منخفضة الأولوية، ويمكن تحديد الأولوية من خلال البروز التصاعدي والأهداف التنازلية.

## المعالجة الأولوية
يزيد احتمال معالجة المفردات العاطفية عندما يكون التركيز محدودًا، فاقتُرحت معالجة تسهيلية أو أولوية للمعلومات العاطفية، حيث أثبت هذا التأثير باستخدام وميض الانتباه الذي يستهدف ظهور مفردتين في نطاق زمني قريب وفي مسار سريع لظهور المحفزات.
ينص استنتاج نموذجي على أن الأفراد عادة ما يغفلون عن المفردة المستهدفة الثانية وكأن هنالك «وميض» للانتباه يظهر بعد المفردة الأولى، وذلك يقلل من احتمالية وجود المحفز المستهدف الثاني، ولكن عندما يحدث للمحفز الثاني إثارة عاطفية ( لفظ ممنوع)، فستقل احتمالية غفلة الأفراد عن ظهور المحفز المستهدف، ويشير ذلك إلى أنه يمكن معالجة مفردات الإثارة أكثر من المفردات المحايدة في حالات التركيز المحدود.
طُرحت فرضية تدعم المعالجة الأولوية كذلك من خلال الدراسات التي تبحث في خلل انطفاء الإحساس البصري، فإن الأشخاص الذين يعانون من الخلل يتلقون محفزات أحادية في أحد الجهتين للمجال البصري، ولكنهم لا يدركون أن المحفز نفسه يتعارض في المجال البصري مع الجهة المتضررة في الوقت نفسه عند ظهور محفز آخر.
قد وجد أن العاطفة تقوم بتعديل حجم خلل انطفاء الإحساس البصري، لذا فإن المفردات التي تحمل معنًى عاطفيًا مثل (العناكب) تزيد احتمالية معالجتها في حال وجود أمورًا متعارضة تشتت الانتباه أكثر من المفردات غير العاطفية مثل (الزهور).

## العاطفة والتخزين
بالإضافة إلى تأثير العاطفة خلال مرحلة الترميز، فإن الإثارة العاطفية تعمل على زيادة احتمالية تدعيم الذاكرة خلال مرحلة حفظ الذاكرة (التخزين)، و يعرف التخزين بأنه عملية تسجيل المعلومات الدائمة التي تم ترميزها، وأظهرت العديد من الدراسات أن ذكريات المحفزات المحايدة تُفقد مع مرور الزمن، بينما ذكريات محفزات الإثارة تُحفظ أو تُعزز.
اكتشف آخرون أن وجود معززات الذاكرة للمعلومات العاطفية يزداد عادة بعد مرور فترة طويلة من الزمن لا بعد فترة زمنية قصيرة نسبيًا، ويتفق هذا التأثير مع الاقتراح الذي ينص على أن احتمالية ذكريات الإثارة العاطفية أكثر عرضة بأن تتحول إلى ذكريات طويلة الأمد، بينما تكون الذكريات التي لا تحتوي على إثارة عاطفية معرضة للنسيان.
وجدت عدة دراسات أن محفزات الإثارة العاطفية تعمل على تعزيز الذاكرة بعد مرور فترة من الزمن فقط، ووجدت أحد أشهر هذه الدراسات التي أجراها كلًا من كابلن وكلينسميث عام (1963) أن هناك منفعة من وجود عدد من كلمات الإثارة مقارنة بالكلمات المحايدة فقط في الامتحان المتأخر لا في الامتحان الفوري، كما بينه ماثر عام (2007)، فإن تأثيرات الدراسة التي أجراها كلًا من كابلن وكلينسميث هي أكثر ملائمة تبعًا للخلط المنهجي، ولكن وجد شاروت وفيلبس عام (2004) تقديرًا أفضل لكلمات الإثارة مقارنة بالكلمات المحايدة في الامتحان المتأخر، وهذا التقدير يعزز المفهوم الذي ينص على وجود تعزيز لتدعيم الذاكرة التي تحتوي على محفزات الإثارة، بناءًا على هذه النظريات والأنظمة علم وظائف الأعضاء المختلفة بما في ذلك تدفق هرمون التي يعتقد أنها تؤثرعلى تدعيم الذاكرة - تصبح نشطة خلال وبعد حدوث الأحداث المثيرة.
هناك تفسير آخر لاستنتاجات التأثير المتأخر للإثارة العاطفية وهو المعالجة التي تحدث لمسبب الإثارة بعد الحدث، بناءًا على فرضية التفسير اللاحق للمحفزات، فإنه قد يتعين بذل مزيد من الجهد في تفسير تجربة الإثارة العاطفية، بالتالي يتم معالجتها في مستويات عالية أكثر من مستويات معالجة التجربة المحايدة، ويشير مصطلح التفسير إلى العملية التي يتم من خلالها إنشاء روابط بين المعلومات الجديدة والمعلومات التي سبق تخزينها.
قد عرف منذ فترة طويلة أن الذاكرة تُعزز عندما يعالج الأفراد المفردات في نمط تفسيري، حيث يُستخرج المعنى من المفردات وروابط المفردات المشتركة التي كُونت، لذلك إذا أعطى شخص انتباهًا أكثر للتفاصيل المركزية للحدث المثير، فمن الأرجح أن تُعزز ذاكرة هذه المعلومات، ولكن قد تعرقل هذه العمليات تدعيم ذكريات التفاصيل الثانوية، واقترح كريستيانسون عام (1992) أن السلوك المشترك للعمليات التفسيرية والتركيزية والإدراكية تُحفز من خلال تجربة الإثارة العاطفية، مؤديًا ذلك إلى تعزيز الذاكرة التي تحتوي على التفاصيل المتعلقة بالمحفزات المشحونة عاطفيًا، بالإضافة إلى تقليل عملية التفسير وتدعيم الذاكرة التي تحتوي على تفاصيل ثانوية.

## العاطفة والتفسير
قد تختلف العمليات المتضمنة في هذا النوع من التعزيز عن تلك التي تتوسط تعزيز ذاكرة مفردات الإثارة، حيث اقترح أنه على النقيض من التعديل التركيز التلقائي نسبيًا للذاكرة التي تحتوي على معلومات الإثارة، فإن الذاكرة التي تحتوي على محفز إيجابي أو سلبي غير مثير قد تستفيد من استراتيجيات الترميز وعي مثل إستراتيجية التفسير التي قد تكون دلالية أو لها علاقة بالسيرة الذاتية. 
تستفيد الذاكرة من التفسير المتعلق بالسيرة الذاتية عبر خلق روابط بين المحفزات المعالجة والذات، على سبيل المثال: تحديد ما إذا كانت كلمة ستعبر عن الذات أم لا.تُعزز الذاكرة التي كُونت من خلال التفسير المتعلق بالسيرة الذاتية مقارنة بالمفردات المعالجة من أجل استخراج المعنى والتي ليس لها علاقة بالذات.
بما أن الكلمات مثل أسف أو راحة (شعور) لها علاقة بالتجارب المتعلقة بالسيرة الذاتية أو استبطان (علم النفس) الذات أكثر من الكلمات المحايدة مثل كلمة «ظل»، فإن التفسير المتعلق بالسيرة الذاتية قد يوضح تعزيز الذاكرة للمفردات الإيجابية أو السلبية التي لا تحتوي على إثارة، أظهرت الدراسات أن تشتت الانتباه خلال عملية التخزين يقلل من قدرة الأفراد على الاستفادة من عمليات التخزين المتحكم بها مثل التفسير علم المعاني (لسانيات) أو المتعلق ترجمة ذاتية.
توصلت استنتاجات إلى أن الأشخاص الذين لديهم ذاكرة تحتوي على كلمات سلبية غير مثيرة يعانون من تشتت الانتباه، ويمكن أن تمحى هذه الذاكرة عندما يخزن الأشخاص مفردات خلال قيامهم بمهام ثانوية في الوقت نفسه، كما دعمت هذه الاستنتاجات فرضية المعالجة التفسيرية والآليات المسؤولة عن تعزيز الذاكرة التي تحتوي على كلمات سلبية غير مثيرة.

## العاطفة والاسترجاع
الاسترجاع: هي عملية إعادة تكوين التجارب التي حدثت في الماضي، وتتأثر ظاهرة إعادة التكوين هذه بعدد من المتغيرات المختلفة كما هو موضح أدناه.

## المفاضلة بين التفاصيل
ذكر كينسنجر أن هناك نوعان من المفاضلة: مفاضلة التفاصيل الثانوية/ المركزية والمفاضلة العامة/ الخاصة، تتضمن الذكريات العاطفية عادة في عملية المفاضلة العديد من التفاصيل العاطفية لا على المعلومات العامة، حيث أظهرت دراسة أن تأثير المفاضلة هذا لا يمكن تفسيره فقط من خلال التركيز الانتقائي (تم قياسه بواسطة تتبع حركة العين الموجهة للمفردات العاطفية خلال عملية الترميز)، ( كينسنجر وستينمتز، 2013).

## تاثيرات السياق العاطفي على الذاكرة
يحدث تأثير السياق العاطفي نتيجة لدرجة التشابه بين سياق الترميز وسياق الاسترجاع للبعد العاطفي، توصلت أهم الاستنتاجات إلى أن حالة (علم النفس) تؤثر على محيطنا، فيتم ترميزها واسترجاعها لاحقًا، حيث يظهر تأثيران متشابهان ولكن بينهما اختلاف بسيط هما: تأثير توافق الحالة المزاجية واسترجاع الذاكرة المرتبط بالحالة المزاجية، في حين ترتبط سياقات الترميز الإيجابية بنشاط التلفيف المغزلي، ترتبط سياقات الترميز السلبية بنشاط لوزة الدماغ (لويس وكريتشلي، 2003)، و لكن زعم العالمان لويس وكريتشلي أنه ليس من الواضح ما إذا كان النظام العاطفي الموجود في ذاكرة الترميز يختلف في حالة العواطف الإيجابية أو السلبية أو ما إذا كانت الحالة المزاجية تؤدي إلى نشاط في الشبكات العصبية الإيجابية أو السلبية عند وقت الاسترجاع.

## تاثير توافق الحالة المزاجية
يشير تأثير توافق الحالة المزاجية إلى زيادة احتمالية استرجاع الأفراد للمعلومات بسهولة عندما يكون محتواها العاطفي يتوافق مع حالتهم العاطفية الحالية، على سبيل المثال: اكتئاب (حالة نفسية) تزيد من احتمالية تذكر الأحداث السلبية (درايس، 2013)، أُثبت هذا التأثير للاسترجاع الضمني و ذاكرة صريحة كذلك.

## استرجاع الذاكرة المرتبطة بالحالة المزاجية
وُثقت ظاهرة أخرى وهي استرجاع الذاكرة المرتبط بالحالة المزاجية؛ أحد أنوع الذاكرة المبنية على السياق، ويكون استرجاع المعلومات أكثر فعالية عندما تكون الحالة العاطفية في وقت الاسترجاع تشبه الحالة العاطفية في وقت الترميز، لذلك قد تزيد احتمالية تذكر حدث ما من خلال إثارة الحالة العاطفية التي سُبق أن جُربت خلال عملية معالجتها الأولى، تشبه ظاهرتي التوافق للحالة المزاجية واسترجاع الذاكرة المرتبط بالحالة المزاجية تأثيرات السياق التي تمت ملاحظتها في البحث المتعلق بالذاكرة (بادلي، 1993) الذي من الممكن أن يكون له علاقة بظاهرة الذاكرة المبنية على علم الأدوية النفسية والعصبية.

## الظهور الموضوعي مقابل الظهور المفاجئ للمحفزات العاطفية
استنادا على الاختلاف الذي اكتشف بين الظهور الموضوعي والظهور المفاجئ لحدث عاطفي مثير، فقد نشأ تأثير سياقي مختلف إلى حد ما، مما يشير إلى أن ضعف الذاكرة يرتبط بكيفية تعزيز المحفزات العاطفية. ناقش ليني وآخرون عام (2003) أنه عندما يتم تحفيز الإثارة موضوعيًا (بمعنى تحفيزها ليس من خلال الظهور المفاجئ لمحفز صادم خلال الحدث، مثل السلاح بل من خلال التواجد في طور الحدث والتعاطف مع الضحية إلى أن يصبح مصيرها واضحًا)، فإنه ليس من الضروري أن تكون معززات التفاصيل المركزية للمحفزات العاطفية على حساب ضعف الذاكرة للتفاصيل الثانوية.
برهن ليني وآخرون ما تم مناقشته باستخدام قصة صوتية خلال عرض تقديمي بدلًا من عرض محفزات بصرية صادمة ليضيف على الشرائح المعروضة معنًى عاطفيًا أو محايدًا، ففي أحد التجارب شاهد المشاركون شرائح لرجل وامرأة يتبادلان أطراف الحديث في موعد عشاء، وفي نهاية المساء تعانقا وانتهى الحدث بمغادرة الرجل واتصال المرأة بصديقها/صديقتها.
تم إخبار الأفراد ممن هم في ظروف محايدة من خلال التسجيل الصوتي أن المحادثة سارت جيدًا، بينما تم إخبار الأفراد ممن هم في ظروف عاطفية أن الرجل قام بإهانتها وتصرف تصرفًا سيئًا، وتم وصف معانقته لها أنها محاولة للتعدي عليها جنسيًا.
كانت النتيجة كما هو متوقع، تم تذكر التفاصيل المركزية للحدث بدقة أكبر عندما كان الحدث عاطفيًا وليس محايدًا، ولكن لم يكن ذلك على حساب التفاصيل الثانوية للذاكرة (الأماكن الثانوية أو القصص التي ليس لها علاقة في هذه الحالة)، كما تم تذكر التفاصيل الثانوية بدقة أكبر عندما كان الحدث عاطفيًا أيضًا، فبناءًا على هذه الاستنتاجات اقترح أن التعزيز المزدوج للإثارة العاطفية وتأثيرات فقدان الذاكرة ليست نتائج حتمية.

## ذاكرة المشاعر العاطفية
يستخدم العديد من الباحثين مقاييس التقويم الذاتي للمشاعر العاطفة كتحقق المبادلة، مؤديًا ذلك إلى احتمالية ضعف المنهجية وطرح سؤال مهم؛ عما إذا كان الأشخاص يتذكرون دائمًا ماشعروا به في الماضي بدقة؟ ولكن تشير نتائج عديدة أن ليست هذه هي المسألة، فعلى سبيل المثال: تم الطلب من داعمي المرشح لمنصب تولي رئاسة الولايات المتحدة السابق روس بيروت خلال دراسة عواطف هؤلاء الداعمين أن يصفوا ردود أفعالهم العاطفية البدائية وذلك بعد انسحاب بيروت غير المتوقع في شهر يوليو عام 1992 و بعد الانتخابات الرئاسية في شهر نوفمبر أيضاً.
تغيرت أراء العديد من الداعمين تغيرًا ملحوظًا بين فترتي التقييم، كما أعاد بيروت ترشيح نفسه في شهر أكتوبر وكسب قرابة خمس الأصوات من الاقتراع العام، كما أظهرت النتائج أن الداعمين الذين قاموا باسترجاع ذاكرة عواطفهم الماضية كانت أكثر توافقًا من فترة التقييم الحالي لبيروت.
وجدت دراسة أخرى قام بها ليفين وآخرون عام 2004 أن ذكريات الأشخاص الذين شعروا بالأسى عندما علموا بأحداث الهجمات الإرهابية للحادي عشر من سبتمبر قد تغيرت مع مرور الوقت، وذلك بناءًا على تقييمهم الحالي المتعلق بتأثير هذه الهجمات، فقد اتضح أن ردود الأفعال للذكريات العاطفية الماضية ليست دقيقة دائمًا وقد يتم إعادة تكوينها بناءًا على تقييم الأشخاص الحالي للأحداث.
أظهرت الدراسات أن ذاكرة عرضية قد يتم تشويشها مع مرور الوقت وبالتالي سيزداد الاعتماد على الذاكرة الدلالية لتذكر العواطف الماضية، وجدت أحد الدراسات الرئيسية لليفن عام (2009) أن الاعتقاد الذي ينص على أن النساء عاطفيات أكثر من الرجال له تأثير كبير على ردود الأفعال للذكريات الماضية مقارنة بالذكريات الجديدة، والاسترجاع الطويل الأمد يتوافق أكثر مع وجهات النظر الأولية وذلك يظهر بأن الاسترجاع الطويل الأمد للعواطف يتأثر تأثرًا كبيرًا بوجهات النظر الحالية.

## تاثيرات ضبط العواطف على الذاكرة
هناك مسألة هامة في دراسة علاقة العاطفة بالذاكرة وهي ما إذا كانت عواطفنا تتأثر بردود أفعالنا السلوكية وما إذا كانت هذه الردود – في حال كبح العواطف أو التعبير عنها – قد تؤثر على ذاكرتنا لحدث ما، قد بدأ الباحثون بالبحث عما إذا كان إخفاء المشاعر يؤثر في قدرتنا على أداء للمهام الإدراكية العامة، مثل: تكوين الذكريات، ووجدوا أن الجهود التي تبذل من أجل تنظيم انفعالي ذاتي تسبب عواقب إداركية، قامت سايدنر بدعم القضية التي تتعلق بتأثير السلبية على الإثارة والضجة البيضاء من خلال تسجيل الملاحظات أثناء تحقير متحدثين لأشخاص ينتمون إلى أصول عرقية أخرى.
خلال دراسة لغروس وريتشاردز عام (1999) و تيواري عام (2013) عُرضت شرائح لعرض تقديمي يحتوي على رجال مصابين قاموا بإظهار عواطف شديدة السلبية، وعُرضت المعلومات الخاصة بكل رجل شفهيًا في الشريحة الخاصة به، وتم توزيع الأفراد إلى مجموعة كبح التعبير؛ طلب منهم منع إظهار عواطفهم أثناء مشاهدتهم جميع الشرائح، وإلى المجموعة المتحكمة؛ لم يتم إعطاءهم أي تعليمات تنظيمية أثناء مشاهدتهم للشرائح، والنتيجة كانت كما توقعها الباحثون وهي أن أداء الأفراد الذين طلب منهم كبح عواطفهم خلال اختبار الذاكرة للمعلومات التي عرضت شفهيًا سيئًا جدًا، كما توصلت دراسات أخرى إلى نتائج مشابهة، وبذلك أُثبتت تأثيرات كبح التعبير التي عممت على ذاكرة التجارب العاطفية الإيجابية والسياقات الاجتماعية ذات العلاقة.
«لماذا كبح العواطف يضعف الذاكرة»؟، ثمة إجابة ممكنة لهذا السؤال وهي أن ذلك يتمثل في جهود المراقبة الذاتية التي تم بذلها من أجل كبح العواطف، مثل أن يحاول شخصًا التحكم في سلوكياته، وجدت دراسة حديثة أن هناك جهود مراقبة ذاتية عالية لأولئك الذين يقومون بكبح سلوكياتهم والذين يتحكمون بها.
لذا فإن الأشخاص الذين يقومون بكبح سلوكياتهم فهم على الأرجح يفكرون بكيفية التحكم بها خلال إجراءهم للمحادثات، فكان من المتوقع أن المبالغة في المراقبة الذاتية يؤدي إلى عدم تذكر ما تم التحدث عنه خلال المحادثة، لذلك فإن لدى الأشخاص الذين يفكرون كثيرًا حيال التحكم في سلوكياتهم ذكريات قليلة، ولكن يجب أن يتم إجراء أبحاث إضافية للتأكد ما إذا كانت المراقبة الذاتية تحدث تأثير علية على الذاكرة.

## النسيان الناتج عن العاطفة
قد يؤدي محفز الإثارة العاطفي إلى فقد الذاكرة الرجعي (يحدث قبل الأحداث) و فقد الذاكرة التقدمي (يحدث بعد الأحداث)، و قد أُثبت ذلك في الدراسات المختبرية والمحتوية على قائمة من الصور أو الكلمات، حيث حدث للأشخاص فقدان ذاكرة للمحفز الذي ظهر قبل أو بعد محفز الإثارة.

## الإحباط والذاكرة
عادة ما يكون استرجاع الذاكرة مرتبطًا بالحالة المزاجية، وتزيد احتمالية تذكر الأشخاص المحبطين للأحداث السلبية التي حدثت في الماضي، بالإضافة إلى ذلك فإن اضطراب اكتئابي عامة له علاقة بضعف الذاكرة كما هو موضح هنا.

## الخرف والذاكرة العاطفية
برهنت العديد من الدراسات تعزيز الذاكرة عاطفيًا لدى المرضى المصابين بالزهايمر؛ فاقتراح أنه قد يتم استخدام تعزيز الذاكرة عاطفيًا في الأعمال اليومية لمرضى الزهايمر، كما وجدت دراسة أخرى أن مرضى الزهايمر يتذكرون الأشياء جيدًا إذا كانت قد قُدمت لها سابقًا على شكل هدية عيد الميلاد مثلًا.

## التقدم في العمر والذاكرة العاطفية
عادة ما تستمر تأثيرات تعزيز الإثارة العاطفية على عملية استرجاع الذاكرة بين كبار السن، بينما تقل هذه التأثيرات نسبيًا في لوزة الدماغ أكثر من أي منطقة أخرى في الدماغ، ولكن وجد أن كبار السن يفضلون المعلومات الإيجابية في الذاكرة على المعلومات السلبية منها، وذلك يقود إلى تأثير الإيجابية.

## النوم والذاكرة العاطفية
قد أجريت العديد من الدراسات فيما يخص ارتباط النوم بالذاكرة العاطفية؛ فُتعزز الذكريات العاطفية خلال النوم أكثر من الذكريات المحايدة، وبحثت العديد الدراسات في الانفعال الشديد وكلمات الإثارة ومقارنتها بالكلمات المحايدة، فوجد أن النوم يعمل على تثبيت الانفعال الشديد وكلمات الإثارة، ولذلك يتم تذكرها جيدًا بعد النوم، وأثبتت العديد من الدراسات هذا المفهوم من خلال استخدام وسائل المختلفة، مثل: الصور، والأفلام، والكلمات.
تُعزز ذكريات «المستقبل» بصورة أفضل خلال النوم، ففي دراسة قام بها فيلهلم وآخرون عام 2011، وجد أن الأشخاص يتذكرون جيدًا المفردات التي سوف يحتاجون إليها في المستقبل وذلك بعد استيقاظهم من النوم (من أجل جلسة اختبار)، لذا فالنوم يعمل على تثبيت الذكريات المتعلقة بالمستقبل إلى حد كبير، ولذلك يتم تثبيت الذكريات العاطفية والتي لها علاقة بالمستقبل بصورة تفضيلية خلال النوم، ويمكن ترجمة ذلك إلى أن الذكريات التي لها معنًى قيمةً للأفراد تعد أكثر ثباتًا.
يمكن تطبيق مفهوم النوم والذاكرة العاطفية على مواقف الحياة الواقعية مثل أن يتم قبل فترة من النوم تطوير استراتيجيات تعلم أكثر فعالية، ويمكن دمج حفظ المعلومات التي لها أهمية عاطفية مع المعلومات التي لها أهمية عاطفية أقل.